# Kup europskih prvaka 1963./64. (košarka)
Ovo je sedmo izdanje Kupa europskih prvaka u košarci i prvo koje nije osvojio sovjetski klub. Sudjelovale su 23 momčadi: igran je kvalifikacijski turnir, osmina završnice, četvrtzavršnica, poluzavršnica i završnica. Jugoslavija je imala jednog predstavnika: OKK Beograd. Tijekom izbacivanja igrane su dvije utakmice i nije bio važan broj pobjeda (moglo je biti 1:1), nego razlika u pogocima.

## Turnir

### Poluzavršnica
- OKK Beograd -  Spartak Brno 103:94, 75:85
- Simmenthal Milano -  Real Madrid 82:77, 78:101

### Završnica
- Spartak Brno -  Real Madrid 110:99, 64:84

- europski prvak:  Real Madrid (prvi naslov)
  - sastav ([1]): Ignacio San Martín, José Ramón Durand, Julio Descartín, Lolo Sainz, Antonio Palmero, Emiliano Rodríguez, Carlos Sevillano, Bill Hanson, Clifford Luyk, Bob Burgess, Moncho Monsalve, trener Joaquín Hernández